# Università caledoniana di Glasgow
L'Università caledoniana di Glasgow (informalmente GCU, Caledonian o Caley) è un'università pubblica a Glasgow, in Scozia. È stata fondata nel 1993 dalla fusione tra The Queen's College Glasgow (fondato nel 1875) e il Glasgow Polytechnic (fondato nel 1971).
Nel giugno 2017, l'istituzione partner dell'Università di New York, fondata nel 2013, ha ottenuto il permesso di rilasciare titoli di stato, il primo istituto di istruzione superiore fondato da un'università straniera a raggiungere questo status.